# Божевільня на 64 клітини
«Божевільня на 64 клітини» (англ. The 64-Square Madhouse) — науково-фантастична повість Фріца Лайбера, вперше опубліковане журналом «If» в травні 1962 року.

## Сюжет
Сандра Лі Грейлінг прибула висвітлювати гросмейстерський турнір з шахів, організований компанією World Business Machines для реклами свого нового комп'ютера. Обчислювальна потужність комп'ютера все ще була недостатньою, щоб перемагати гросмейстерів, тому компанія найняла для його програмування психолога і любителя шахів Саймона Грейта.
Комп'ютер виграв першу партію, наступну зіграв внічию і програв третю партію одному з найсильніших шахістів.
Тоді Саймон Грейт змінив програму, завантаживши в неї сучасний довідник із шахових дебютів, щоб зекономити машині час для здійснення перших ходів і мати час більш глибоко аналізувати ходи в середній частині партії.
Комп'ютер отримав декілька перемог, а потім зламався посеред партії, через що потрапив у цейтнот, тому допустився помилки і програв одному із аутсайдерів турніру.
Наступну партію комп'ютер теж програв, через розіграш супротивником партії, для якої у довіднику була припущена помарка.
Ця помарка була знайдена командою шахіста заздалегідь і використана як стратегія.
Доля першого місця вирішувалась у партії, де сильніший шахіст, який не претендував на перемогу в турнірі, але мав можливість виграти партію, звів її внічию, щоб його опонент розділив перше місце в турнірі. Комп'ютер посів третє місце із десяти.
Після турніру Сандра, Саймон Грейт та літній гросмейстер аутсайдер Кракатовер обговорюють цей переломний турнір, коли востаннє людина перемогла комп'ютер в шахи.
Очевидно, що комп'ютер програв насправді лишень одну партію, а два інші його програші були обумовлені поломкою та помилкою у програмі. Що очевидно буде усунуто в наступному турнірі.
Кракатовер припускає, що кожен гросмейстер надалі обзаведеться комп'ютером у команді і це вже не буде людська гра.
А оскільки комп'ютери є надто коштовними, то перемога здебільшого залежатиме від спонсорів команди.
І шахи будуть не єдиним видом діяльності, де вирішальне слово буде за комп'ютером.